# VW-Bad

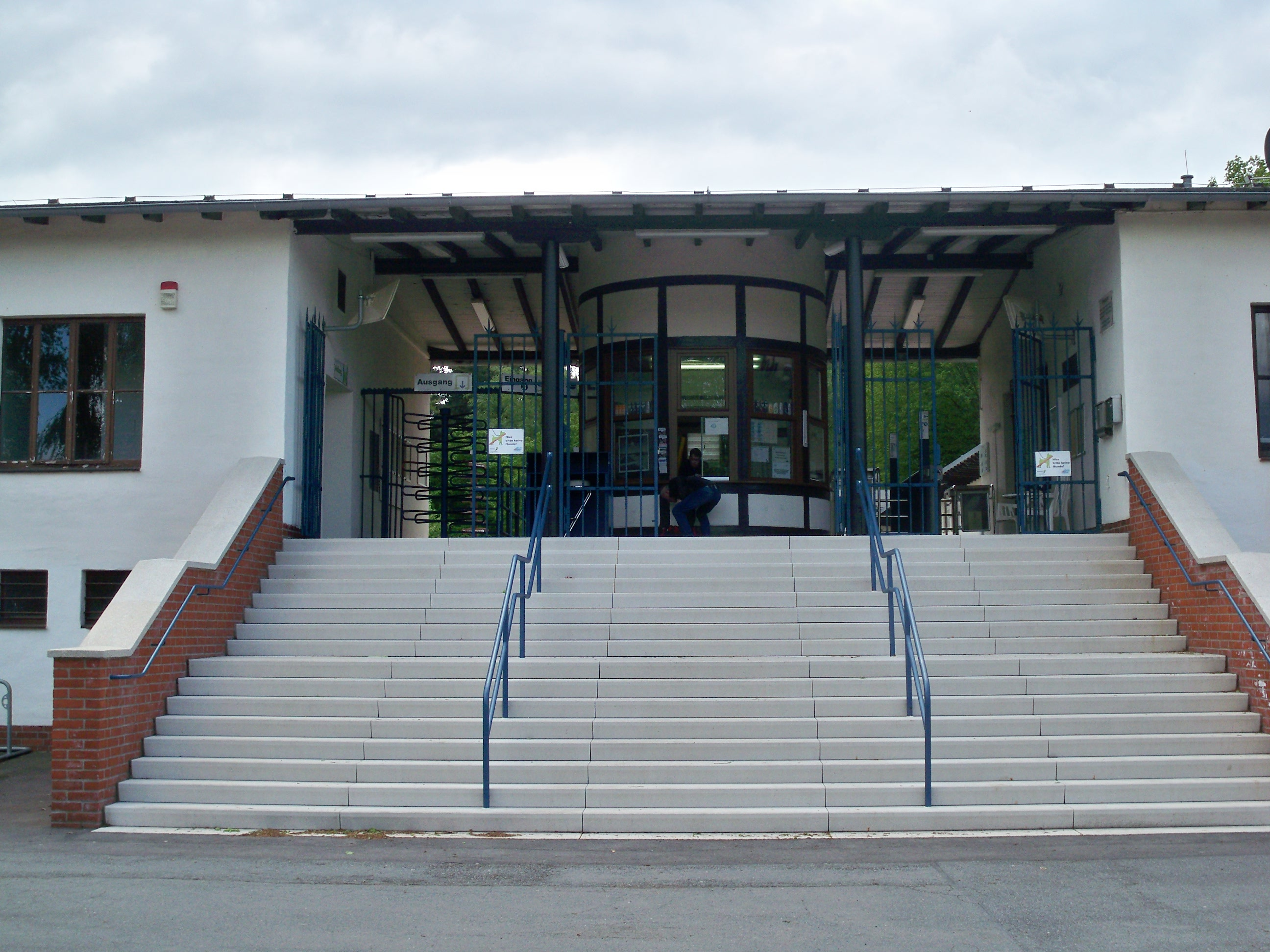
Eingang des VW-Bades

Das VW-Bad ist ein Freibad in Wolfsburg. Es ist nach dem Volkswagen-Konzern benannt und als Architektur- und Landschaftsdenkmal ausgewiesen.

## Geschichte
In der 1938 gegründeten Stadt gab es Badestellen am Mittellandkanal sowie am Großen Schillerteich, jedoch kein Freibad. Ab 1950 wurde im Auftrag der damaligen Volkswagenwerk GmbH das Bad geplant, anfangs unter der Bezeichnung „Park-Schwimmbad“. Der Hildesheimer Architekt Otto Immendorff entwarf es zusammen mit dem Garten- und Landschaftsplaner Wilhelm Heintz, der schon vor dem Zweiten Weltkrieg an der Planung der damaligen „Stadt des KdF-Wagens bei Fallersleben“ mitgewirkt hatte. Ziel war die Schaffung einer „der schönsten und modernsten Freizeitanlagen“. Das Bad wurde von der VW-Bauabteilung innerhalb von 90 Tagen errichtet und vom Volkswagenwerk der Stadt Wolfsburg geschenkt. Die Baukosten betrugen rund eine Million Mark. Das Bad sollte Platz für 10.000 Besucher bieten. Am 29. Juli 1951 wurde es von Heinrich Nordhoff, damals Generaldirektor des Volkswagenwerkes, eröffnet und der Stadt Wolfsburg übergeben.
Um 1960 besuchten rund 200.000 Gäste jährlich das Bad, in heißen Jahren stieg die jährliche Besucherzahl auf fast 300.000 an. Um 1980 konnten rund 550.000 Besucher jährlich gezählt werden, damit war das VW-Bad das meistbesuchte Wolfsburger Schwimmbad.

## Lage
Das Freibad liegt im Stadtteil Köhlerberg zwischen dem Stadtwald im Süden und Westen und den Wiesen des Hasselbachtals im Norden und Osten, auf einem früher „Kuh-Berg“ genannten Flurstück. Das Stadtzentrum ist rund einen Kilometer entfernt. Der Zugang erfolgt von Norden, wo sich auch Parkplätze befinden. Das langgestreckte Gebäude, das vor allem Umkleidekabinen enthält, hat einen L-förmigen Grundriss und öffnet sich zum Stadtwald und den Sandsteinfelsen „Drei Steine“ hin. Postalisch gehört das Freibad zum Berliner Ring.

## Ausstattung, Architektur und Daten

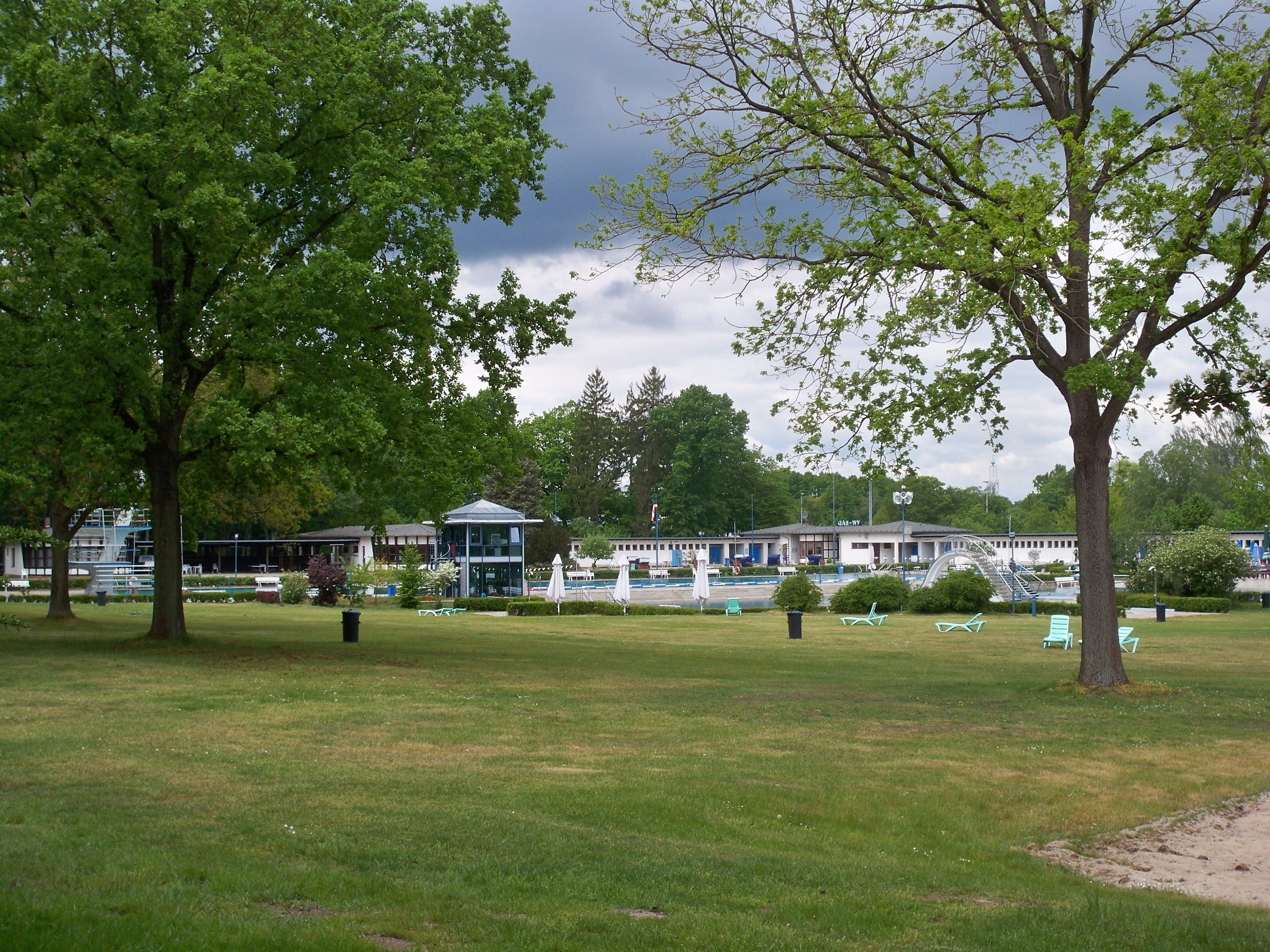
Blick auf die Anlagen

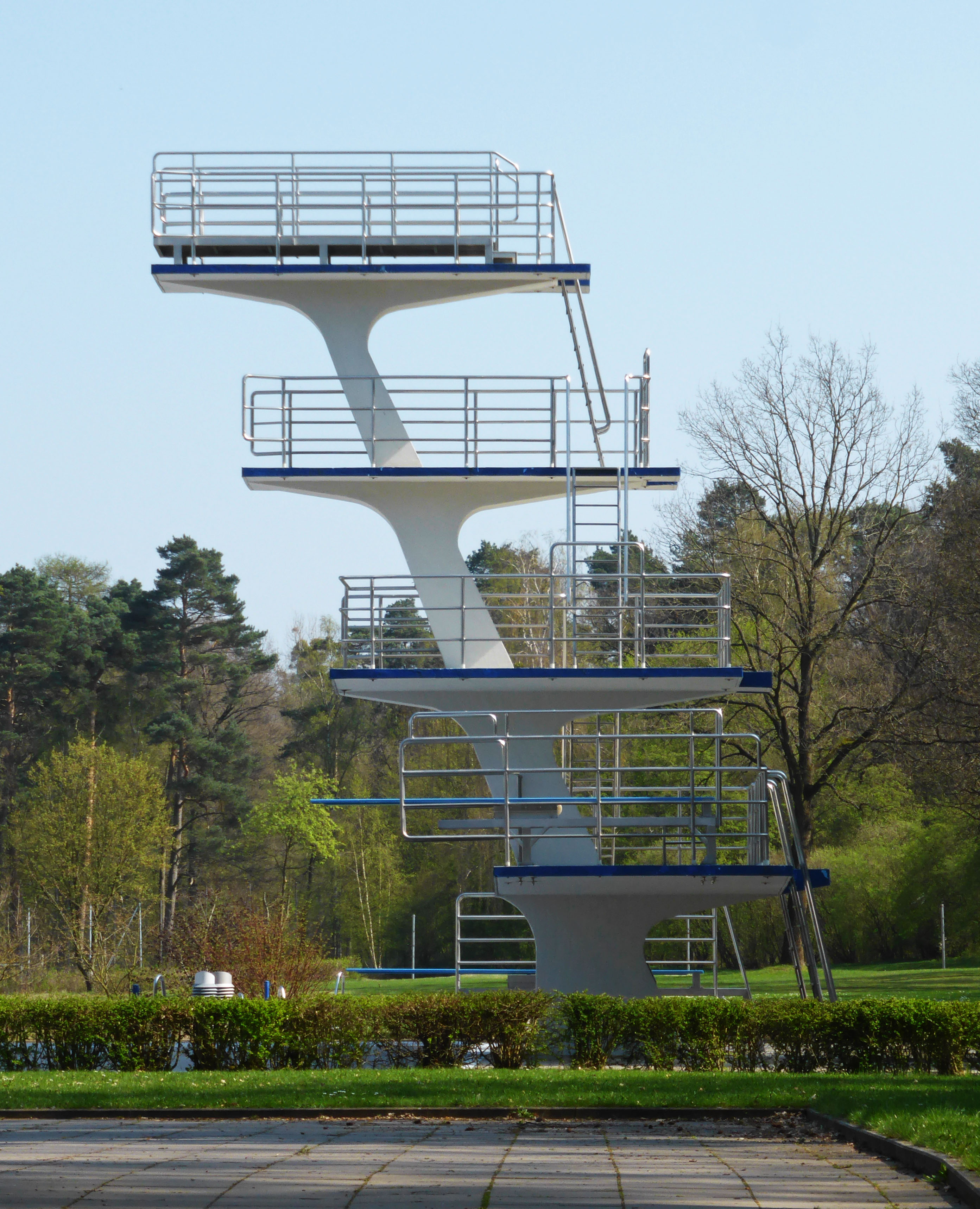
Sprungturm

Das beheizte Bad verfügt über ein 50-Meter-Schwimmerbecken mit acht Bahnen, ein Sprungbecken, ein Nichtschwimmerbecken mit Rutsche und ein Babybecken. Die Sprunganlage hat Absprungmöglichkeiten in 1, 3, 5, 7,5 und 10 Metern Höhe. Der Sprungturm neigt sich zum Sprungbecken und ist wie die Rutsche als Skulptur gestaltet. Beide bestehen aus Beton. Außerdem gibt es zwei Beachvolleyballplätze, einen Bolzplatz, einen Matschspielplatz, Tischtennisplatten und eine 18.000 m² große Liegewiese.
Der westliche Flügel des „L“ wird durch zwei halbrunde Pavillons gegliedert, der nördliche Flügel mit dem Ein- und Ausgang wird im Osten durch einen Pavillon mit rundem Grundriss abgeschlossen, in dem sich ein Restaurant befindet. Durch mehrere Sanierungen wurde die ursprüngliche Architektur teilweise verändert. So wurde die Absperrung zum Sprungbereich verändert.
Das Bad ist im jährlichen Wechsel mit dem Freibad Fallersleben von Ende April/Anfang Mai bis Anfang September oder von Mitte Mai bis Mitte September geöffnet. 2015 besuchten 94.907 Menschen das VW-Bad.